# Campeonato Brasileiro Série C 2004
In 2004 werd de vijftiende editie van het Campeonato Brasileiro Série C gespeeld, de derde hoogste klasse van het Braziliaanse voetbal. De competitie werd gespeeld van 1 augustus tot 28 november. União Barbarense werd kampioen.

## Format
Er namen 60 clubs deel die in de eerste fase verdeeld werden over 16 poules van twee tot vier clubs, de top twee stootte telkens door naar de tweede fase. Na drie knockout rondes bleven er vier clubs over die elkaar nogmaals in poulefase bekampten. Naast de kampioen promoveerde ook de vicekampioen naar de Série B.

## Eerste fase

### Groep 1
| Plaats | Club             | Wed. | W | G | V | Saldo | Ptn. |
| ------ | ---------------- | ---- | - | - | - | ----- | ---- |
| 1.     | Grêmio Coariense | 4    | 2 | 2 | 0 | 6:4   | 8    |
| 2.     | Rio Branco-AC    | 4    | 1 | 1 | 2 | 5:6   | 4    |
| 3.     | Nacional         | 4    | 0 | 3 | 1 | 6:7   | 3    |

|  | Geplaatst voor tweede fase |

### Groep 2
| Plaats | Club             | Wed. | W | G | V | Saldo | Ptn. |
| ------ | ---------------- | ---- | - | - | - | ----- | ---- |
| 1.     | Atlético Roraima | 2    | 0 | 2 | 0 | 1:1   | 2    |
| 2.     | Trem             | 2    | 0 | 2 | 0 | 1:1   | 2    |

|  | Geplaatst voor tweede fase |

Via loting werd bepaald dat Atlético eerste werd. 

### Groep 3
| Plaats | Club               | Wed. | W | G | V | Saldo | Ptn. |
| ------ | ------------------ | ---- | - | - | - | ----- | ---- |
| 1.     | União Rondonópolis | 4    | 3 | 0 | 1 | 10:2  | 9    |
| 2.     | Cuiabá             | 4    | 3 | 0 | 1 | 6:3   | 9    |
| 3.     | Ji-Paranà          | 4    | 0 | 0 | 4 | 0:11  | 0    |

|  | Geplaatst voor tweede fase |

### Groep 4
| Plaats | Club            | Wed. | W | G | V | Saldo | Ptn. |
| ------ | --------------- | ---- | - | - | - | ----- | ---- |
| 1.     | Gama            | 6    | 2 | 3 | 1 | 11:6  | 9    |
| 2.     | Palmas          | 6    | 2 | 3 | 1 | 8:9   | 9    |
| 3.     | Gurupi          | 6    | 2 | 1 | 3 | 4:8   | 7    |
| 4.     | CFZ de Brasília | 6    | 1 | 3 | 2 | 7:7   | 6    |

|  | Geplaatst voor tweede fase |

### Groep 5
| Plaats | Club           | Wed. | W | G | V | Saldo | Ptn. |
| ------ | -------------- | ---- | - | - | - | ----- | ---- |
| 1.     | Sampaio Corrêa | 6    | 3 | 1 | 2 | 9:8   | 10   |
| 2.     | Moto Club      | 6    | 3 | 0 | 3 | 17:14 | 9    |
| 3.     | Castanhal      | 6    | 3 | 0 | 3 | 15:12 | 9    |
| 4.     | Tuna Luso      | 6    | 2 | 1 | 3 | 8:15  | 7    |

|  | Geplaatst voor tweede fase |

### Groep 6
| Plaats | Club        | Wed. | W | G | V | Saldo | Ptn. |
| ------ | ----------- | ---- | - | - | - | ----- | ---- |
| 1.     | Limoeiro    | 6    | 4 | 1 | 1 | 14:8  | 13   |
| 2.     | Parnahyba   | 6    | 2 | 2 | 2 | 6:7   | 8    |
| 3.     | Ferroviário | 6    | 2 | 1 | 3 | 6:7   | 7    |
| 4.     | Ríver       | 6    | 1 | 2 | 3 | 5:9   | 5    |

|  | Geplaatst voor tweede fase |

### Groep 7
| Plaats | Club                | Wed. | W | G | V | Saldo | Ptn. |
| ------ | ------------------- | ---- | - | - | - | ----- | ---- |
| 1.     | Treze               | 6    | 3 | 2 | 1 | 8:5   | 11   |
| 2.     | Campinense          | 6    | 2 | 3 | 1 | 7:6   | 9    |
| 3.     | Potiguar de Mossoró | 6    | 2 | 1 | 3 | 5:7   | 7    |
| 4.     | Baraúnas            | 6    | 1 | 2 | 3 | 7:9   | 5    |

|  | Geplaatst voor tweede fase |

### Groep 8
| Plaats | Club                 | Wed. | W | G | V | Saldo | Ptn. |
| ------ | -------------------- | ---- | - | - | - | ----- | ---- |
| 1.     | Porto                | 6    | 4 | 0 | 2 | 11:5  | 12   |
| 2.     | Itacuruba            | 6    | 3 | 1 | 2 | 6:8   | 10   |
| 3.     | Coruripe             | 6    | 2 | 1 | 3 | 8:9   | 7    |
| 4.     | Corinthians Alagoano | 6    | 1 | 2 | 3 | 8:11  | 5    |

|  | Geplaatst voor tweede fase |

### Groep 9
| Plaats | Club                | Wed. | W | G | V | Saldo | Ptn. |
| ------ | ------------------- | ---- | - | - | - | ----- | ---- |
| 1.     | Confiança           | 6    | 3 | 1 | 2 | 4:4   | 10   |
| 2.     | Sergipe             | 6    | 2 | 2 | 2 | 3:2   | 8    |
| 3.     | Atlético Alagoinhas | 6    | 2 | 2 | 2 | 5:5   | 8    |
| 4.     | Catuense            | 6    | 1 | 3 | 2 | 2:3   | 6    |

|  | Geplaatst voor tweede fase |

### Groep 10
Aanvankelijk zouden Desportiva en Rio Branco AC namens de staat Espírito Santo deelnemen maar op 10 augustus werden zij vervangen door Serra en Estrela do Norte, die naar de rechtbank getrokken waren om hun plaats in de Série C op te eisen, daar ze staatskampioen en vicekampioen waren. 
| Plaats | Club             | Wed. | W | G | V | Saldo | Ptn. |
| ------ | ---------------- | ---- | - | - | - | ----- | ---- |
| 1.     | Villa Nova       | 6    | 4 | 0 | 2 | 9:5   | 12   |
| 2.     | Serra            | 6    | 3 | 2 | 1 | 10:8  | 11   |
| 3.     | Ipatinga         | 6    | 1 | 2 | 3 | 6:8   | 5    |
| 4.     | Estrela do Norte | 6    | 1 | 2 | 3 | 6:10  | 5    |

|  | Geplaatst voor tweede fase |

### Groep 11
| Plaats | Club      | Wed. | W | G | V | Saldo | Ptn. |
| ------ | --------- | ---- | - | - | - | ----- | ---- |
| 1.     | CRAC      | 6    | 3 | 3 | 0 | 8:3   | 12   |
| 2.     | CENE      | 6    | 2 | 3 | 1 | 11:5  | 9    |
| 3.     | Chapadão  | 6    | 1 | 2 | 3 | 4:8   | 5    |
| 4.     | Jataiense | 6    | 1 | 2 | 3 | 5:12  | 5    |

|  | Geplaatst voor tweede fase |

### Groep 12
| Plaats | Club         | Wed. | W | G | V | Saldo | Ptn. |
| ------ | ------------ | ---- | - | - | - | ----- | ---- |
| 1.     | Americano    | 6    | 4 | 0 | 2 | 8:3   | 12   |
| 2.     | Ceilândia    | 6    | 3 | 1 | 2 | 7:7   | 10   |
| 3.     | Tupi         | 6    | 2 | 1 | 3 | 5:9   | 7    |
| 4.     | Friburguense | 6    | 1 | 2 | 3 | 5:6   | 5    |

|  | Geplaatst voor tweede fase |

### Groep 13
| Plaats | Club                | Wed. | W | G | V | Saldo | Ptn. |
| ------ | ------------------- | ---- | - | - | - | ----- | ---- |
| 1.     | Atlético Sorocaba   | 6    | 5 | 1 | 0 | 10:4  | 16   |
| 2.     | Portuguesa Santista | 6    | 3 | 1 | 2 | 6:5   | 10   |
| 3.     | Portuguesa Carioca  | 6    | 1 | 3 | 2 | 3:5   | 6    |
| 4.     | America-RJ          | 6    | 0 | 1 | 5 | 1:6   | 1    |

|  | Geplaatst voor tweede fase |

### Groep 14
| Plaats | Club                      | Wed. | W | G | V | Saldo | Ptn. |
| ------ | ------------------------- | ---- | - | - | - | ----- | ---- |
| 1.     | União Agrícola Barbarense | 6    | 4 | 2 | 0 | 7:3   | 14   |
| 2.     | Rio Branco-SP             | 6    | 1 | 4 | 1 | 5:4   | 7    |
| 3.     | América de Rio Preto      | 6    | 1 | 2 | 3 | 4:7   | 5    |
| 4.     | União São João            | 6    | 0 | 4 | 2 | 3:5   | 4    |

|  | Geplaatst voor tweede fase |

### Groep 15
| Plaats | Club                 | Wed. | W | G | V | Saldo | Ptn. |
| ------ | -------------------- | ---- | - | - | - | ----- | ---- |
| 1.     | Iraty                | 6    | 4 | 2 | 0 | 8:2   | 14   |
| 2.     | Atlético de Ibirama  | 6    | 1 | 4 | 1 | 7:4   | 7    |
| 3.     | Nacional de Rolândia | 6    | 2 | 0 | 4 | 8:15  | 6    |
| 4.     | Cianorte             | 6    | 1 | 2 | 3 | 6:8   | 5    |

|  | Geplaatst voor tweede fase |

### Groep 16
| Plaats | Club                      | Wed. | W | G | V | Saldo | Ptn. |
| ------ | ------------------------- | ---- | - | - | - | ----- | ---- |
| 1.     | Ulbra                     | 6    | 4 | 1 | 1 | 8:5   | 13   |
| 2.     | Novo Hamburgo             | 6    | 4 | 0 | 2 | 8:6   | 12   |
| 3.     | Esportivo Bento Gonçalves | 6    | 1 | 2 | 3 | 9:12  | 5    |
| 4.     | Lages                     | 6    | 1 | 1 | 4 | 8:10  | 4    |

|  | Geplaatst voor tweede fase |

## Tweede fase
In geval van gelijkspel geldt de uitdoelpuntregel, indien het dan nog gelijk is worden er straschoppen genomen, tussen haakjes weergegeven. De beste verliezer wordt nog opgevist voor de volgende ronde.
| Team #1             | Tot.  | Team #2            | 1ste wed | 2de wed |
| ------------------- | ----- | ------------------ | -------- | ------- |
| Trem                | 2 - 4 | Grêmio Coariense   | 0 - 1    | 2 - 3   |
| Rio Branco-AC       | 8 - 1 | Atlético Roraima   | 5 - 0    | 3 - 1   |
| Palmas              | 6 - 3 | União Rondonópolis | 4 - 2    | 2 - 1   |
| Cuiabá              | 3 - 6 | Gama               | 2 - 4    | 1 - 2   |
| Parnahyba           | 1 - 1 | Sampaio Corrêa     | 1 - 1    | 0 - 0   |
| Moto Club           | 0 - 2 | Limoeiro           | 0 - 0    | 0 - 2   |
| Itacuruba           | 3 - 3 | Treze              | 2 - 2    | 1 - 1   |
| Campinense          | 2 - 5 | Porto              | 1 - 3    | 1 - 2   |
| Ceilândia           | 3 - 4 | CRAC               | 2 - 2    | 1 - 2   |
| CENE                | 3 - 5 | Americano          | 1 - 0    | 2 - 5   |
| Sergipe             | 2 - 3 | Villa Nova         | 2 - 1    | 0 - 2   |
| Serra               | 4 - 4 | Confiança          | 4 - 3    | 0 - 1   |
| Novo Hamburgo       | 3 - 3 | Iraty              | 3 - 1    | 0 - 2   |
| Atlético de Ibirama | 4 - 3 | Ulbra              | 2 - 1    | 2 - 2   |
| Rio Branco-SP       | 3 - 3 | Atlético Sorocaba  | 1 - 0    | 2 - 3   |
| Portuguesa Santista | 1 - 4 | União Barbarense   | 1 - 0    | 1 - 4   |

## Derde fase
In geval van gelijkspel geldt de uitdoelpuntregel, indien het dan nog gelijk is worden er straschoppen genomen, tussen haakjes weergegeven. De beste verliezer wordt nog opgevist voor de volgende ronde.
| Team #1          | Tot.        | Team #2             | 1ste wed | 2de wed |
| ---------------- | ----------- | ------------------- | -------- | ------- |
| Grêmio Coariense | 4 - 4 (5-6) | Rio Branco-AC       | 3 - 1    | 1 - 3   |
| Palmas           | 1 - 3       | Gama                | 0 - 0    | 1 - 3   |
| Sampaio Corrêa   | 4 - 5       | Limoeiro            | 3 - 2    | 1 - 2   |
| Porto            | 3 - 3 (2-3) | Treze               | 1 - 2    | 2 - 1   |
| CRAC             | 1 - 4       | Americano           | 1 - 1    | 0 - 3   |
| Villa Nova       | 2 - 2 (5-3) | Confiança           | 2 - 0    | 0 - 2   |
| Iraty            | 2 - 2       | Atlético de Ibirama | 1 - 0    | 1 - 2   |
| Rio Branco-SP    | 1 - 5       | União Barbarense    | 0 - 2    | 1 - 3   |

## Vierde fase
In geval van gelijkspel geldt de uitdoelpuntregel, indien het dan nog gelijk is worden er straschoppen genomen, tussen haakjes weergegeven. De beste verliezer wordt nog opgevist voor de volgende ronde.
| Team #1   | Tot.        | Team #2          | 1ste wed | 2de wed |
| --------- | ----------- | ---------------- | -------- | ------- |
| Gama      | 4 - 2       | Rio Branco-AC    | 2 - 0    | 2 - 2   |
| Limoeiro  | 1 - 1 (6-5) | Treze            | 1 - 0    | 0 - 1   |
| Americano | 1 - 0       | Villa Nova       | 1 - 0    | 0 - 0   |
| Iraty     | 1 - 2       | União Barbarense | 0 - 1    | 1 - 1   |

## Finalegroep
| Plaats | Club             | Wed. | W | G | V | Saldo | Ptn. |
| ------ | ---------------- | ---- | - | - | - | ----- | ---- |
| 1.     | União Barbarense | 6    | 5 | 0 | 1 | 11:6  | 15   |
| 2.     | Gama             | 6    | 3 | 1 | 2 | 17:10 | 10   |
| 3.     | Americano        | 6    | 1 | 2 | 3 | 4:6   | 5    |
| 4.     | Limoeiro         | 6    | 1 | 1 | 4 | 7:17  | 4    |

|  | Kampioen, promotie naar Série B |
|  | Promotie naar Série B           |

### Kampioen
| Campeonato Brasileiro Série C de 2004 |
| São Paulo                             |
| ------------------------------------- |
| UNIÃO BARBARENSE Kampioen (1° titel)  |